# Spodnja Dobrava, Moravče
Spodnja Dobrava je naselje v Občini Moravče.